# Nezumia convergens
Nezumia convergens es una especie de pez de la familia Macrouridae en el orden de los Gadiformes.

## Morfología
• Los machos pueden llegar alcanzar los 30 cm de longitud total.

## Hábitat
Es un pez de aguas profundas que vive entre 600-1.870 m de profundidad.

## Distribución geográfica
Se encuentra desde el Golfo de California hasta Chile, incluyendo las Islas Galápagos.